# Anaklasis
Anaklasis is een compositie van Krzysztof Penderecki. Anaklasis betekent lichtbreking, maar is ook een soort dichtvers. Penderecki schreef het werk in opdracht van de Südwestfunk in Baden-Baden.
Het werk is geschreven in de avant-gardeperiode van deze Poolse componist, die later richting romantiek verschoof. De titel van het werk werd verklaard door de wijzigingen van klankkleuren gedurende het werk, van het zachte van de strijkinstrumenten naar de harde klanken vanuit de percussiegroep. Penderecki schuwde daarbij het experiment niet, bijvoorbeeld de pianist moet de pianosnaren in trilling brengen door er een bal- of vulpen op te laten vallen en strijkers moeten hun snaren via drumbrushes in trilling brengen.
Het stuk kent een opzet in drie secties. In de eerste sectie spelen alleen de strijkers, in sectie twee alleen de percussionisten en in sectie drie beide. Door de strijkinstrumenten op diverse manieren te laten spelen ontstaan bewegingen in klankkleur, maar ook in dynamiek waarbij pianissimo en sforzando elkaar afwisselen. De tweede sectie bestaat naast klankkleurwisselingen uit allerlei ritmische verschuivingen. Het stuk heeft een soort coda in de vorm van een pianist die pizzicato op zijn pianosnaren (dus in de piano) toepast.
Pendericki schreef de samenstelling van het ensemble strikt voor:
- 42 strijkers voor 20 violen, 8 altviolen, 8 celli en 6 contrabassen
- 6 man/vrouw percussie met xylorimba, congas, houten drums, vibrafoon, bongos, buisklokken, bekkens, glockenspiel, tom-toms, gong, tamtam en pauken
- celesta, harp, piano, waarbij de pianist tevens verantwoordelijk is voor claves.

Het werk ging in première tijdens het Donaueschingen Muziekfestival. Hans Rosbaud gaf leiding aan het SWR Symfonieorkest Baden-Baden en Freiburg. Het werk bracht een kleine sensatie teweeg op 16 oktober 1960. De Nederlandse première werd verzorgd door het Utrechts Symfonie Orkest onder leiding van Paul Hupperts in december 1962. De componist kwam in 1980 het werk zelf dirigeren bij het Rotterdams Philharmonisch Orkest in een avondvullend Pendereckiconcert. Het werk wordt ook in de 21e eeuw nog gespeeld, ook het SWR-orkest speelde het toen nog.